# Bendogo-Peulh
Pour les articles homonymes, voir Bendogo.
Bendogo-Peulh est une localité située dans le département de Boussouma de la province du Sanmatenga dans la région Centre-Nord au Burkina Faso.

## Éducation et santé
Le centre de soins le plus proche de Bendogo-Peulh est le centre médical avec antenne chirurgicale (CMA) de Boussouma tandis que le centre hospitalier régional (CHR) se trouve à Kaya.
Bendogo-Peulh possède un centre d'alphabétisation